# XXVI Congreso del Partido Comunista de la Unión Soviética (diamante)
Este artículo trata sobre el diamante ruso; para el 26º Congreso del PCUS, véase XXVI Congreso del Partido Comunista de la Unión Soviética
El 26º Congreso del Partido Comunista de la Unión Soviética (XXVI Congreso del PCUS; en ruso: XXVI съезд КПСС) es un diamante en bruto de 342,57 quilates con color amarillo limón de fantasía, el más grande con calidad de gema que se ha hallado en Rusia o el territorio de la antigua Unión Soviética y uno de los mayores del mundo en 2016. Se extrajo de la mina Mir (Yakutia, Distrito federal del Lejano Oriente) el 23 de diciembre de 1980 y se le puso el nombre del XXVI Congreso del Partido Comunista de la Unión Soviética, que comenzaba el 23 de febrero de 1981. Se conserva en el Fondo Diamantífero de Rusia (Kremlin de Moscú.) Nunca ha salido a la venta y por tanto resulta difícil establecer su valor.